# イヴァノエ・ボノーミ
イヴァノエ・ボノーミ（伊：Ivanoe Bonomi [iˈvaːnoe boˈnɔːmi]1873年10月18日 - 1951年4月20日）は、第二次世界大戦前後のイタリアの政治家である。ボノミとも呼ぶ。

## 経歴・人物
ボノーミはマントヴァにて生まれる。1909年に代議院議員にイタリア社会党員として当選するも、彼の改良主義思想と伊土戦争の支持により1912年、社会党から追放。同じく除名されたビソラーティ（Leonida Bissolati、1857―1920）とともに改良主義社会党を結成した。また第一次世界大戦に際しては三国協商側としての参戦を主張した。
ボノーミは1916年から1917年にかけて公共事業担当大臣を務め、1920年にはユーゴスラビアとの交渉のため国防大臣を務めた（ラパッロ条約）。1920年末には財務大臣に就任し、1921年には連立内閣で1回目の首相を務めた。しかし1922年初頭、ベニート・ムッソリーニ率いる国家ファシスタ党の反乱により連立政権は崩壊し、ルイージ・ファクタに首相の座を追われた。1922年10月にムッソリーニがローマ進軍によって権力を得ると、ボノーミは一旦は政界から退いた。政界から退いてからは著述活動に専念した。
しかし、1940年にボノーミは反ファシズム運動に加わり、次第にその運動の指導者となっていった。1943年にムッソリーニが失脚するとバドリオ元帥が首相となって連合国への降伏交渉を行ったが、一方ではアドルフ・ヒトラーのドイツはイタリア北・中部を軍事占領し、ムッソリーニを首班とするイタリア社会共和国（RSI）を成立させ、イタリアは内戦状態に陥り、国王ヴィットーリオ・エマヌエーレ3世とバドリオ政権はイタリア南部に逃亡した。この時、ボノーミは連合国側に立ちイタリア社会共和国とナチス・ドイツらファシズム勢力から母国奪還の指揮を執った。1944年6月9日に連合国軍がローマを回復したため国王とバドリオ首相は首都に帰還を果たすことができたが、ローマを見捨てて南部に逃亡したという経緯があったため、国民の支持を失ってしまった。そのため、バドリオはボノーミに首相の座を明け渡して政界から退いた。
1944年6月18日に、ボノーミは正式にイタリア王国首相に就任して、内務大臣や外務大臣などの要職も兼任した。1944年11月に首相を辞職しようとしたが、それは戦略的なポーズであったらしく、イギリスのウィンストン・チャーチルに続投するように促され、第二次世界大戦が終結する1945年まで首相を務めた。 

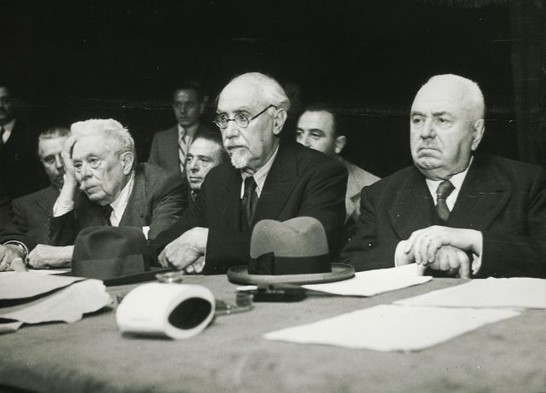
憲法制定議会でのボノミ（中央、左はオルランド・右はニッティ）

戦後もイタリア政府の仕事を続け、条約により憲法制定委員会も務め、1946年まで外相会議にはイタリア代表として出席した。1948年には元老院議長に就任し、死ぬまで務めた。 
1951年、ローマにて没した。77歳没。